# Coleophora quadristraminella
Coleophora quadristraminella é uma espécie de mariposa do gênero Coleophora pertencente à família Coleophoridae.